# Referèndum d'independència de les illes Fèroe de 1946
Un referèndum d'independència tingué lloc a les illes Fèroe el 14 de setembre de 1946.

## Resultats

Resultats per illa:
Majoria per la unió
Majoria per la secessió

| Referèndum d'independència de les illes Fèroe de 1946 | Referèndum d'independència de les illes Fèroe de 1946 | Referèndum d'independència de les illes Fèroe de 1946 |
| Opció                                                 | Vots                                                  | Percentatge                                           |
| Sí                                                    | 5.600                                                 | 50,73%                                                |
| No                                                    | 5.499                                                 | 49,27%                                                |
| ----------------------------------------------------- | ----------------------------------------------------- | ----------------------------------------------------- |
| Vots vàlids                                           | 11.159                                                | 95,87%                                                |
| Vots no vàlids o en blanc                             | 481                                                   | 4,13%                                                 |
| Vots totals                                           | 11.640                                                | 100,00%                                               |
| Participació                                          | 67,52%                                                | 67,52%                                                |
| Cens                                                  | 17,216                                                | 17,216                                                |
| Font: Direct Democracy                                |                                                       |                                                       |

| Illa           | Continuar la unió amb Dinamarca | Continuar la unió amb Dinamarca | Secessió de Dinamarca | Secessió de Dinamarca | Vots invàlids | Vots invàlids | Total  | Vots   | Participació |
| -------------- | ------------------------------- | ------------------------------- | --------------------- | --------------------- | ------------- | ------------- | ------ | ------ | ------------ |
| Norðoyar       | 398                             | 28.1%                           | 954                   | 67.3%                 | 65            | 4.6%          | 1,417  | 2,220  | 63.8%        |
| Eysturoy       | 1,372                           | 54.4%                           | 1,051                 | 41.6%                 | 101           | 4.0%          | 2,524  | 3,854  | 65.5%        |
| Norðurstreymoy | 544                             | 45.2%                           | 621                   | 51.6%                 | 38            | 3.2%          | 1,203  | 1,679  | 71.6%        |
| Vágar          | 434                             | 40.0%                           | 616                   | 56.7%                 | 36            | 3.3%          | 1,086  | 1,485  | 73.1%        |
| Suðurstreymoy  | 673                             | 31.7%                           | 1,309                 | 61.7%                 | 138           | 6.5%          | 2,120  | 3,323  | 63.8%        |
| Sandoy         | 286                             | 36.5%                           | 465                   | 59.4%                 | 32            | 4.1%          | 783    | 1,053  | 74.4%        |
| Suðuroy        | 1,783                           | 71.6%                           | 640                   | 25.7%                 | 68            | 2.7%          | 2,491  | 3,602  | 69,2%        |
| Total          | 5,490                           | 47.2%                           | 5,656                 | 48.7%                 | 478           | 4.1%          | 11,624 | 17,216 | 67.5%        |

## Conseqüències
El resultat va ser 50,73% a favor i 49,27% en contra. Conseqüentment, les illes Fèroe declararen la independència el 18 de setembre de 1946. Tanmateix, aquesta declaració va ser suspensa per Dinamarca el 20 de setembre argumentant que una majoria de votants feroesos no havien donat suport a la independència i el rei Cristià X de Dinamarca va dissoldre el Løgting feroès el 24 de setembre. La dissolució del Løgting va ser el 8 de novembre i va anar seguida d'unes eleccions parlamentàries feroeses el 1946 en què els partits favorables a la independència total van rebre 5396 vots mentre que els contraris en van rebre 7488. Com a resposta als creixents moviments d'autogovern i independència, Dinamarca finalment concedí autogovern a les illes Fèroe el 30 de març de 1948.